# Daltonia sphaerica
Daltonia sphaerica là một loài rêu trong họ Daltoniaceae. Loài này được Besch. mô tả khoa học đầu tiên năm 1898.